# Corpe
Corpe és un municipi francès situat al departament de Vendée i a la regió de País del Loira. L'any 2007 tenia 870 habitants.

## Demografia

### Població
El 2007 la població de fet de Corpe era de 870 persones. Hi havia 333 famílies de les quals 66 eren unipersonals (27 homes vivint sols i 39 dones vivint soles), 118 parelles sense fills, 137 parelles amb fills i 12 famílies monoparentals amb fills.
La població ha evolucionat segons el següent gràfic:
Habitants censats

### Habitatges
El 2007 hi havia 381 habitatges, 342 eren l'habitatge principal de la família, 26 eren segones residències i 14 estaven desocupats. Tots els 381 habitatges eren cases. Dels 342 habitatges principals, 263 estaven ocupats pels seus propietaris, 72 estaven llogats i ocupats pels llogaters i 6 estaven cedits a títol gratuït; 1 tenia una cambra, 10 en tenien dues, 47 en tenien tres, 104 en tenien quatre i 180 en tenien cinc o més. 282 habitatges disposaven pel capbaix d'una plaça de pàrquing. A 132 habitatges hi havia un automòbil i a 188 n'hi havia dos o més.

### Piràmide de població
La piràmide de població per edats i sexe el 2009 era:
| Homes | Edats   | Dones |
| ----- | ------- | ----- |
| 0     | 95 o +  | 0     |
| 0     | 90 a 94 | 0     |
| 4     | 85 a 89 | 4     |
| 4     | 80 a 84 | 4     |
| 12    | 75 a 79 | 8     |
| 8     | 70 a 74 | 24    |
| 4     | 65 a 69 | 12    |
| 32    | 60 a 64 | 16    |
| 8     | 55 a 59 | 12    |
| 32    | 50 a 54 | 40    |
| 28    | 45 a 49 | 8     |
| 44    | 40 a 44 | 36    |
| 20    | 35 a 39 | 16    |
| 32    | 30 a 34 | 40    |
| 28    | 25 a 29 | 12    |
| 16    | 20 a 24 | 16    |
| 32    | 15 a 19 | 32    |
| 12    | 10 a 14 | 20    |
| 32    | 5 a 9   | 32    |
| 20    | 0 a 4   | 32    |

## Economia
El 2007 la població en edat de treballar era de 575 persones, 454 eren actives i 121 eren inactives. De les 454 persones actives 429 estaven ocupades (238 homes i 191 dones) i 25 estaven aturades (7 homes i 18 dones). De les 121 persones inactives 55 estaven jubilades, 35 estaven estudiant i 31 estaven classificades com a «altres inactius».

### Ingressos
El 2009 a Corpe hi havia 356 unitats fiscals que integraven 941,5 persones, la mediana anual d'ingressos fiscals per persona era de 16.045 €.

### Activitats econòmiques
Dels 32 establiments que hi havia el 2007, 1 era d'una empresa extractiva, 2 d'empreses alimentàries, 1 d'una empresa de fabricació de material elèctric, 2 d'empreses de fabricació d'altres productes industrials, 9 d'empreses de construcció, 4 d'empreses de comerç i reparació d'automòbils, 1 d'una empresa de transport, 1 d'una empresa d'hostatgeria i restauració, 1 d'una empresa d'informació i comunicació, 1 d'una empresa financera, 8 d'empreses de serveis i 1 d'una entitat de l'administració pública.
Dels 9 establiments de servei als particulars que hi havia el 2009, 1 era un taller de reparació d'automòbils i de material agrícola, 2 paletes, 2 guixaires pintors, 2 fusteries, 1 electricista i 1 empresa de construcció.
Dels 3 establiments comercials que hi havia el 2009, 1 era una fleca, 1 una carnisseria i 1 una botiga de mobles.
L'any 2000 a Corpe hi havia 31 explotacions agrícoles que ocupaven un total de 2.204 hectàrees.

## Equipaments sanitaris i escolars
El 2009 hi havia una escola elemental.

## Poblacions més properes
El següent diagrama mostra les poblacions més properes.